# Mickey Rosenthal

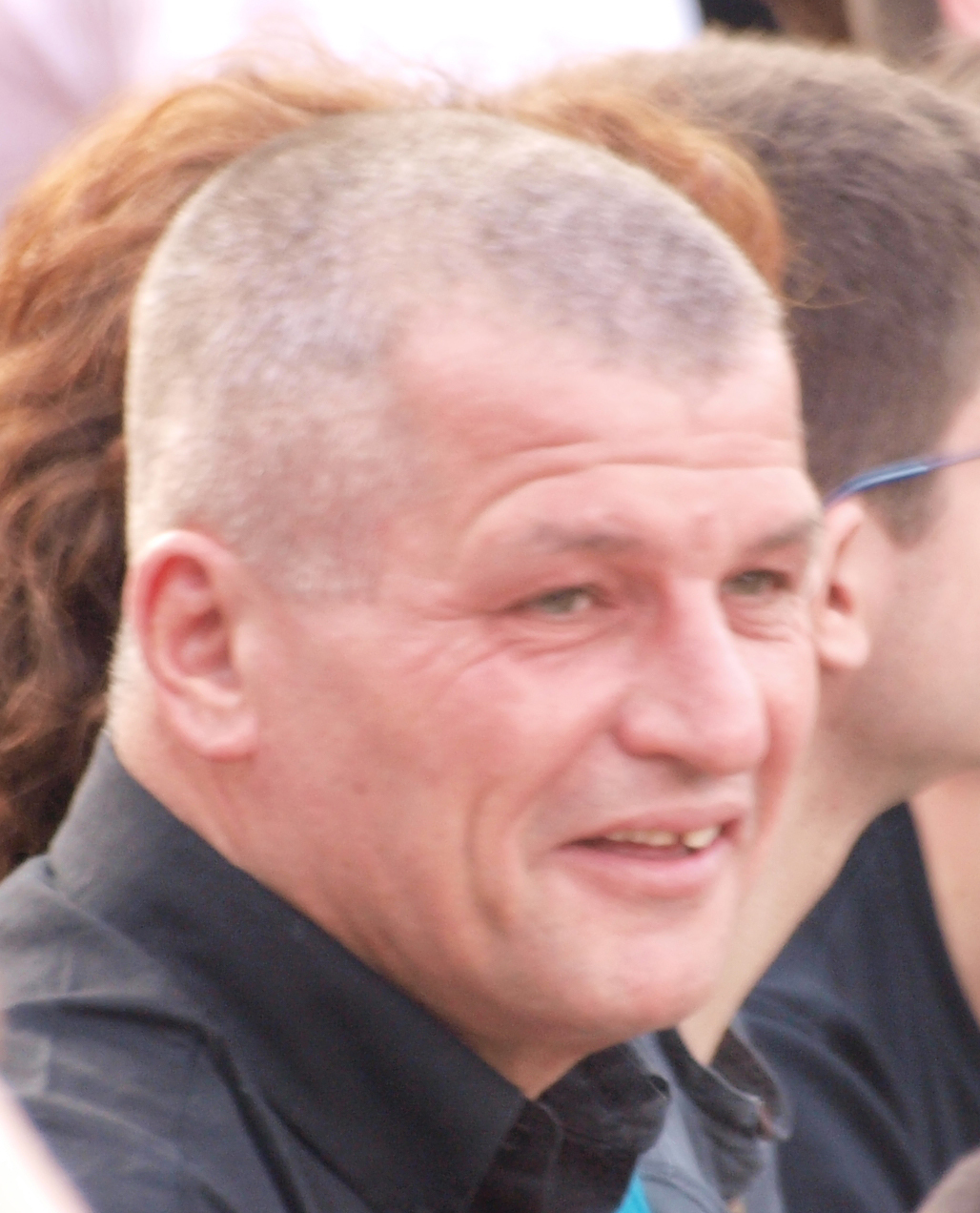
Mickey Rosenthal

Mickey Rosenthal (hebräisch מיקי רוזנטל, * 4. Februar 1955 in Giv’atajim, Israel) ist ein israelischer Politiker der Awoda.

## Leben
Rosenthal studierte an der Universität Tel Aviv. Rosenthal ist seit 2013 Abgeordneter in der Knesset. Rosenthal ist verheiratet und hat drei Kinder.